# Apriona novaebritanniae
Apriona novaebritanniae är en skalbaggsart som beskrevs av Gilmour 1958. Apriona novaebritanniae ingår i släktet Apriona och familjen långhorningar. Inga underarter finns listade i Catalogue of Life.